# Grafmonument van F.E.M. van Sasse van Ysselt
Het grafmonument van F.E.M. van Sasse van Ysselt op de begraafplaats bij de rooms-katholieke Sint-Lambertuskerk in de Nederlandse plaats Veghel is een vroeg-20e-eeuws grafmonument, dat wordt beschermd als rijksmonument.

## Achtergrond
Jonkheer François Emile Marie van Sasse van Ysselt (Bergen op Zoom 1874 - Veghel 1911) was lid van de familie Van Sasse van Ysselt en een dochter van jhr. Joannes Ludovicus Leopoldus Pacificus Maria van Sasse van Ysselt (1832-1913), postdirecteur, en Marie Angelique Josephine de Kuijper (1835-1912). Hij werkte bij de gemeentesecretarie van Tilburg, toen hij in 1901 werd benoemd tot burgemeester van Teteringen. Hij overleed in 1911, op 37-jarige leeftijd, bij zijn ouders thuis. Op het grafmonument wordt hij vermeld als Franciscus.
Zijn ouders zijn later bijgezet in zijn graf. Het grafmonument van zijn zus Louise is elders op de begraafplaats te vinden. 

## Beschrijving
Het grafmonument bestaat uit een liggende tombe met geknikt deksel. Erachter staat een taps toelopende opstand die wordt bekroond door een kruis met lelies in reliëf. Op de opstand is een witte plaquette geplaatst met de tekst 

DEN HOOGWELGEB. HEER
JHR FRANCISCUS
EMILE MARIE
VAN SASSE VAN YSSELT
IN LEVEN BURGEMEESTER
VAN TETERINGEN
GEB. TE BERGEN-OP-ZOOM
2 JANUARI 1874
OVERL. TE VEGHEL
16 OCTOBER 1911

Op de deksel van de tombe zijn de namen van zijn ouders gegraveerd. Het graf is omgeven door een U-vormige ommuring met hoekpijlers.

## Waardering
Het grafmonument werd in 2002 als rijksmonument in het Monumentenregister opgenomen, vanwege de "cultuurhistorische waarde als uitdrukking van een geestelijke en typologische ontwikkeling, namelijk de manifestatie van de katholieke graf- en devotiecultuur. Het heeft architectuurhistorische en kunsthistorische waarde wegens materiaalgebruik, ornamentiek en vormgeving. Het graf is van belang wegens de ensemblewaarde, het is een essentieel onderdeel van het geheel."